# Коулмонт (Пенсилванија)
Коулмонт (енгл. Coalmont) град је у америчкој савезној држави Пенсилванија.

## Демографија
По попису из 2010. године број становника је 106, што је 22 (-17,2%) становника мање него 2000. године.
| Група             | 2000.        | 2010.       |
| Белци             | 128 (100,0%) | 105 (99,1%) |
| Афроамериканци    | 0 (0,0%)     | 0 (0,0%)    |
| Азијати           | 0 (0,0%)     | 0 (0,0%)    |
| Хиспаноамериканци | 0 (0,0%)     | 0 (0,0%)    |
| Укупно            | 128          | 106         |